# ایگوبلانچ
ایگوبلانچ (به فرانسوی: Aigueblanche) یک کمون در فرانسه است که در Canton of Moûtiers واقع شده‌است.

## خصوصیات
ایگوبلانچ ۱۹٫۶۷ کیلومترمربع مساحت و ۳٬۰۱۱ نفر جمعیت دارد.